# Aquarium du Périgord noir

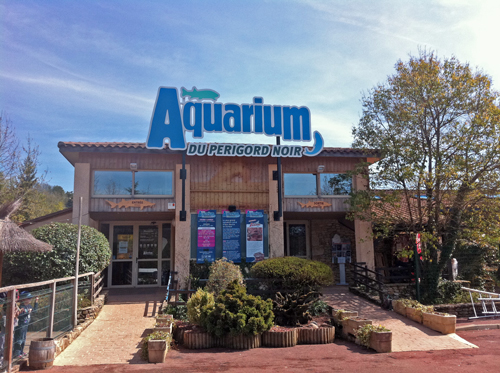
Bâtiment d'accueil de l'aquarium du Périgord noir.

L'aquarium du Périgord noir est, avec plus de 6 000 poissons, le plus grand aquarium d'eau douce privé de France. Il se situe dans le département de la Dordogne, sur la commune du Bugue, juste à côté du parc du Bournat.

## Présentation

### Historique
L'aquarium du Périgord noir ouvre ses portes au public le 11 juillet 1989. Il ouvre un golf miniature, le « Jungle golf », en l'an 2000. L'« Iguana Parc » est créé en 2009. En 2016 s'y ajoute le « Labyrinthe préhistorique » et en mai 2017 est inauguré « Big Bird », « premier parcours aérien et urbain de France », avec trois niveaux de difficultés et une palette de cinquante-sept parcours différents.

### Salles de l'aquarium
Brochets, silures, esturgeons et d'autres espèces fluviatiles sont présentées au public à travers des baies vitrées.
Différentes espèces de poissons sont visibles dans les différentes salles de l'aquarium :
- les habitants d'eau douce ;
- les dents des rivières ;
- le monde des esturgeons ;
- les eaux tropicales ;
- le jardin des carpes.

### L'Iguana Parc

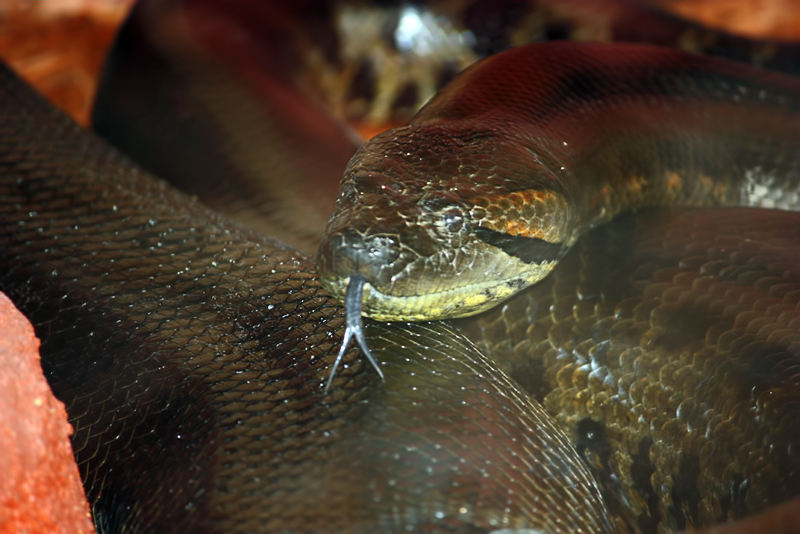
Femelle anaconda de l'aquarium.

Créé en 2009, pour les vingt ans de l'aquarium, l'« Iguana Parc » permet de découvrir plus de quarante espèces de reptiles : lézards, serpents, tortues, iguanes.
En 2011, l'aquarium a fait l'acquisition d'un anaconda de six mètres. En 2012, un couple de caïmans à lunettes vient compléter la collection de l'Iguana Parc. En 2014, pour ses 25 ans, l'Aquarium du Perigord noir crée une nouvelle zone l'« Alligator Park ». Cette zone thématisée sur les bayous de Louisiane permet de découvrir les alligators.

## Tourisme
En 2011, c'est le cinquième site touristique le plus fréquenté de Dordogne avec 169 000 visiteurs.
En 2014, 25 personnes y travaillent. Avec le parc du Bournat voisin, les deux sites attirent 270 000 visiteurs à l'année.
En 2016, les différentes animations ont généré 220 000 entrées, dont 140 000 pour l'aquarium, 50 000 pour le labyrinthe et 20 000 pour le minigolf.
En 2022, l'ensemble des sites Univerland (Aquarium, Big Bird, Jungle golf et Labyrinthe préhistorique) a attiré 230 800 visiteurs, ce qui en fait le troisième pôle touristique du département.